# Odhneria odhneri
Odhneria odhneri är en plattmaskart. Odhneria odhneri ingår i släktet Odhneria och familjen Microphallidae. Inga underarter finns listade i Catalogue of Life.